# 云南野桐
云南野桐（学名：Mallotus yunnanensis），为大戟科野桐属下的一个种。种加词 yunnanensis 意为“云南的”。